# Liorna
|  | «Livorno» redirigeix aquí. Vegeu-ne altres significats a «Livorno (desambiguació)». |

Liorna (en italià Livorno  [liˈvorːno] (?·pàg.), en lígur i occità: Ligorna, en llatí: Labro) és una ciutat de la província de Liorna, a l'oest de la Toscana situada a la riba del mar Tirrè, on constitueix un dels ports (és un port lliure) més importants de tot Itàlia. A 1 de gener de 2019 la seva població era de 157.783 habitants.
Constitueix un centre industrial a la vora del Mediterrani, amb una important presència dels sectors químic i metal·lúrgic i una important refineria de petroli.

## Història
Liorna s'esmenta per primera vegada l'any 1017 com un petit poble costaner de pescadors, el port i les restes d'una torre romana sota el domini de Lucca. L'any 1077, Matilde de Toscana va construir una torre. La República de Pisa va adquirir Liorna en 1103 i va construir un fort quadrangular anomenat Quadratura dei Pisani ("Barri dels Pisans") per defensar el port. Porto Pisano va ser destruït després de la derrota aclaparadora de la flota pisana a la batalla de Meloria el 1284 contra la República de Gènova. El 1399, Pisa va vendre Liorna als Visconti de Milà, el 1405 fou venuda a la República de Gènova i el 28 d'agost de 1421 va ser comprat per la República de Florència. Liorna va ser utilitzada fins al segle XVIII pels florentins.
Va ser un lloc important sota l'empara dels Mèdici durant el Renaixement amb importants concessions al segle xvi. Liorna va créixer durant el govern de Leopold II al segle xviii, el qual va obrir la ciutat als mercaders i comerciants estrangers. Ferran I va declarar la ciutat port franc el 1590, i això va durar fins al 1860, quan la ciutat va passar a formar part del Regne d'Itàlia. Durant la Segona Guerra Mundial, Liorna va rebre considerables danys, principalment a la seva històrica catedral i sinagoga. Actualment allotja una important acadèmia naval.

## Ciutats agermanades
- Novorossiïsk,  Rússia
- Guadalajara,  Espanya
- Haiphong,  Vietnam
- Bat Yam,  Israel
- Oakland, California,  Estats Units

## Personatges il·lustres
- Giuseppe Chiesa Baratti, pintor instal·lat a Menorca (s. XVIII).
- Pietro Mascagni, músic
- Voltolino Fontani, pintor
- Amedeo Modigliani, pintor
- Giovanni Fattori, pintor
- Cristiano Lucarelli, futbolista
- Pietro Paoli (1759-1839), matemàtic
- Tommaso Mosé Montefiore (1855-1933), músic.
- Federico Consolo (1841-1906), compositor, violinista i musicòleg.
- Galliano Masini (1896-1986), cantant d'òpera (tenor).